# Rafinha (calciatore 1982)
Rafael Scapini de Almeida, noto solo come Rafinha (Campinas, 29 giugno 1982), è un ex calciatore brasiliano, di ruolo difensore.

## Carriera

### Club
Il 1º agosto 2011 viene acquistato dal Gent per 250.000 euro dalla squadra finlandese dell'HJK Helsinki.

## Palmarès

### Club

#### Competizioni nazionali
- Campionato finlandese: 4

HJK: 2010, 2011, 2017, 2018
- Suomen Cup: 2

HJK: 2011, 2016-2017
- Campionato belga: 1

Gent: 2014-2015
- Supercoppa del Belgio: 1

Gent: 2015